# Can't Get Over
Can't Get Over este primul single extras de pe albumul Dancing Shoes, al cântăreței de origine suedeză, Petra Marklund.

## Informații generale
Primul single extras de pe albumul Dancing Shoes a avut lansarea oficială în Suedia la data de 20 iunie a anului 2007. În luna noiembrie a aceluiași an, September a început comercializarea celui de-al șaptelea EP din cariera sa, care poartă numele single-ului Can't Get Over. Pe acesta au fost incluse patru versiuni diferite ale melodiei Can't Get Over: cea originală, una extisă și două remix-uri Disco ale melodiei.
Muzica și textul melodiei au fost produse de Jonas von der Burg, Anoo Bhagavan și Niclas von der Burg, compozitori care au creat toate materialele discografice ale Petrei Marklund până în prezent. Textul piesei vorbește despre viața monotonă pe care o duc oamenii și despre faptul că nu toți sunt capabili să facă o schimbare în viață. Fanii cântăreței au apreciat atât textul cât și partea instrumentală a piesei.
Melodia Can't Get Over a fost difuzată intens în cadrul posturilor radio din Scandinavia, din această cauză reușind să intre în topurile celor mai difuzate piese din regiune: Suedia (#5), Finlanda (#10). În prezent, single-ul deține poziția cu numărul 1332 în topul celor mai bune melodii din istoria Swedish Charts. În România, melodia a obținut locul cu numărul 33 în topul celor mai difuzate piese la radio. În Billboard Hot Dance Airplay, Can't Get Over a ocupat locul 12, în Polonia 7, iar în Olanda doar 88.
Videoclipul filmat pentru această melodie surprinde povestea unui cuplu care, conform textului melodiei au parte de schimbări în viață. Petra Marklund este surprinsă cântând, fiind înconjurată de diferite efecte computerizate. Clipul a fost difuzat în unele părți ale Europei pentru o mai bună promovare. Precum unele single-uri ale artistei și acesta a beneficiat de un al doilea videoclip neoficial, compus dintr-o înregistrare live, în varianta acustică a melodiei.

## Lista melodiilor
| #  | Titlul                              | Durata |
| -- | ----------------------------------- | ------ |
| 1. | "Can't Get Over" [Radio]            | 3:02   |
| 2. | "Can't Get Over" [Extended]         | 4:34   |
| 3. | "Сan't Get Over" [Short Disco 2007] | 3:54   |
| 4. | "Can't Get Over" [Long Disco 2007]  | 6:54   |

## Poziții ocupate în topuri
| Topul (2007)                   | Poziția maximă |
| ------------------------------ | -------------- |
| Finnish Singles Chart          | 10             |
| Swedish Singles Chart          | 5              |
| US Billboard Hot Dance Airplay | 12             |